# Parafia św. Floriana w Szymankowie
Parafia św. Floriana w Szymankowie – parafia rzymskokatolicka w diecezji elbląskiej. Erygowana w 1 lipca 1986 roku.
Na obszarze parafii leżą miejscowości: Gnojewo, Lichnówki Pierwsze, Lichnówki Drugie, Starynia oraz Szymankowo. Tereny te znajdują się w gminie Miłoradz i gminie Lichnowy, w powiecie malborskim, w województwie pomorskim. 
Parafia w Szymankowie powstała z wydzielenia parafii Lichnowach oraz zniesienia parafii świętych Szymona i Judy Tadeusza w Gnojewie. Dekret erekcyjny wydał biskup gdański Tadeusz Gocłowski 1 lipca 1986 roku. 
W Gnojewie znajduje się kościół pomocniczy pw. świętych Szymona i Judy Tadeusza, wybudowany w stylu neogotyckim w 1863 roku. Parafia w Gnojewie została erygowana około roku 1338. Pierwotna gotycka budowla kościoła pochodzi z roku 1323. W latach pięćdziesiątych XX wieku została zaadaptowana na magazyn nawozów spółdzielni rolniczej. Po przemianach 1989 roku zwrócono ją Kościołowi. Obecnie prowadzi się w niej prace remontowe.

## Proboszczowie parafii Gnojewo w XX wieku
- 1939–1945 – ks. Hugo Panske
- 1957–1977 – ks. Jan Krzyszkowski
- 1977–1979 – ks. Władysław Zieliński
- 1979–1986 – ks. Jerzy Pobłocki

## Proboszczowie parafii Szymankowo
- 1986-2025 – ks. kan. Stanisław Gruca
- od 2025 - ks. mgr Sławomir Głodzik